# Андріамбалогері
Андріамбалогері (*д/н — бл. 1787) — 4-й мпанзака (володар) Імерина-Імеринацимо у 1780—1787 роках.

## Життєпис
Син Андріампунімерини, мпанзаки Імеринацимо. Замолоду був хворобливим. Близько 1780 року після смерті старшого брата Андріанавалонібемігісатри успадкував владу. Втім мало займався державними справами, фактично передавши їх небожеві Андріанамбоацимарофі.
Помер близько 1787 року. Через свою хворобу або за іншою причин не отримав право на спорудження трану-масіна (священного дому) на своєю могмлою в Анатірові. Трон перейшов до Андріанамбоацимарофі.